# Lemiers

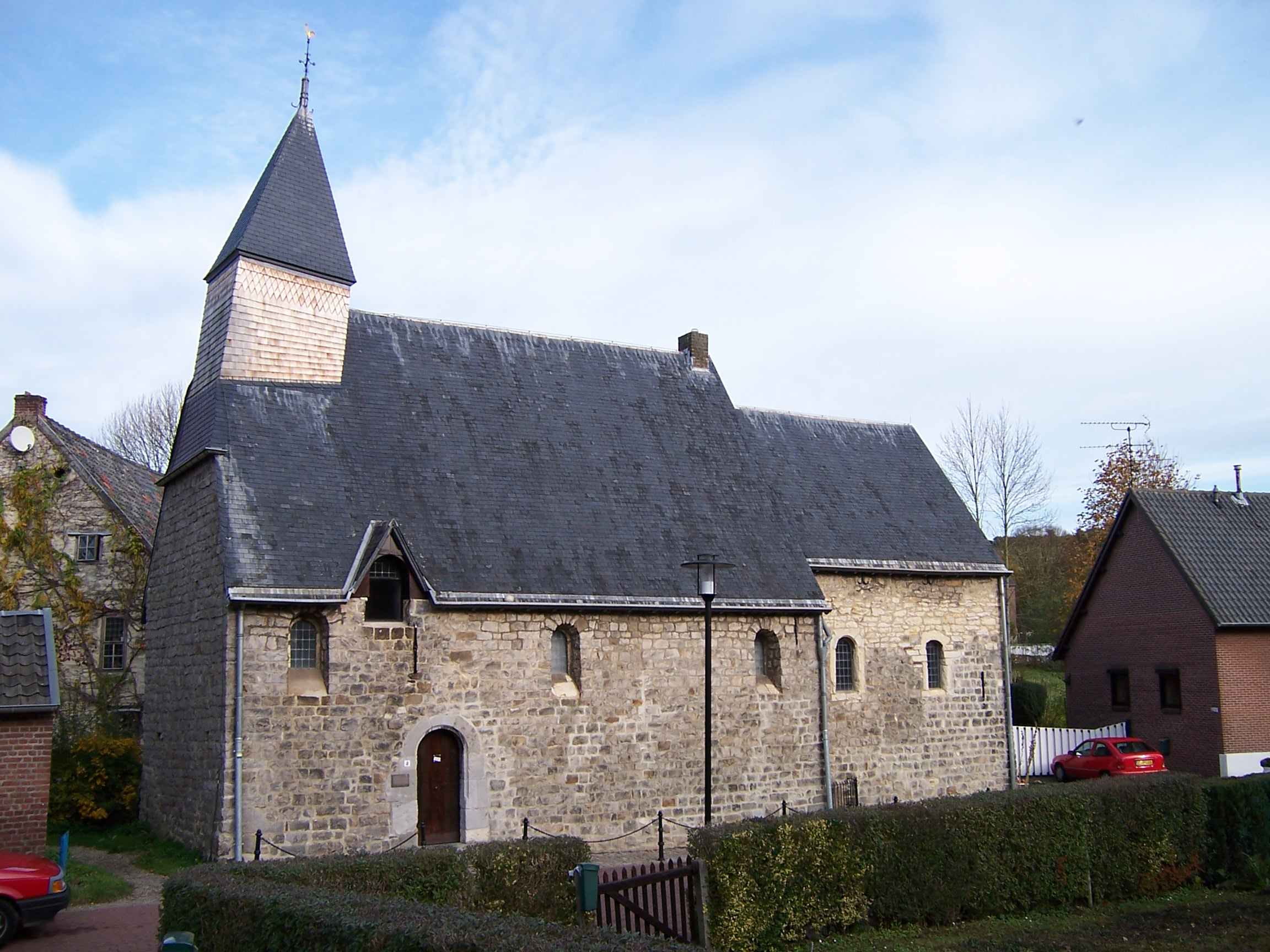
Oude kapel van Lemiers

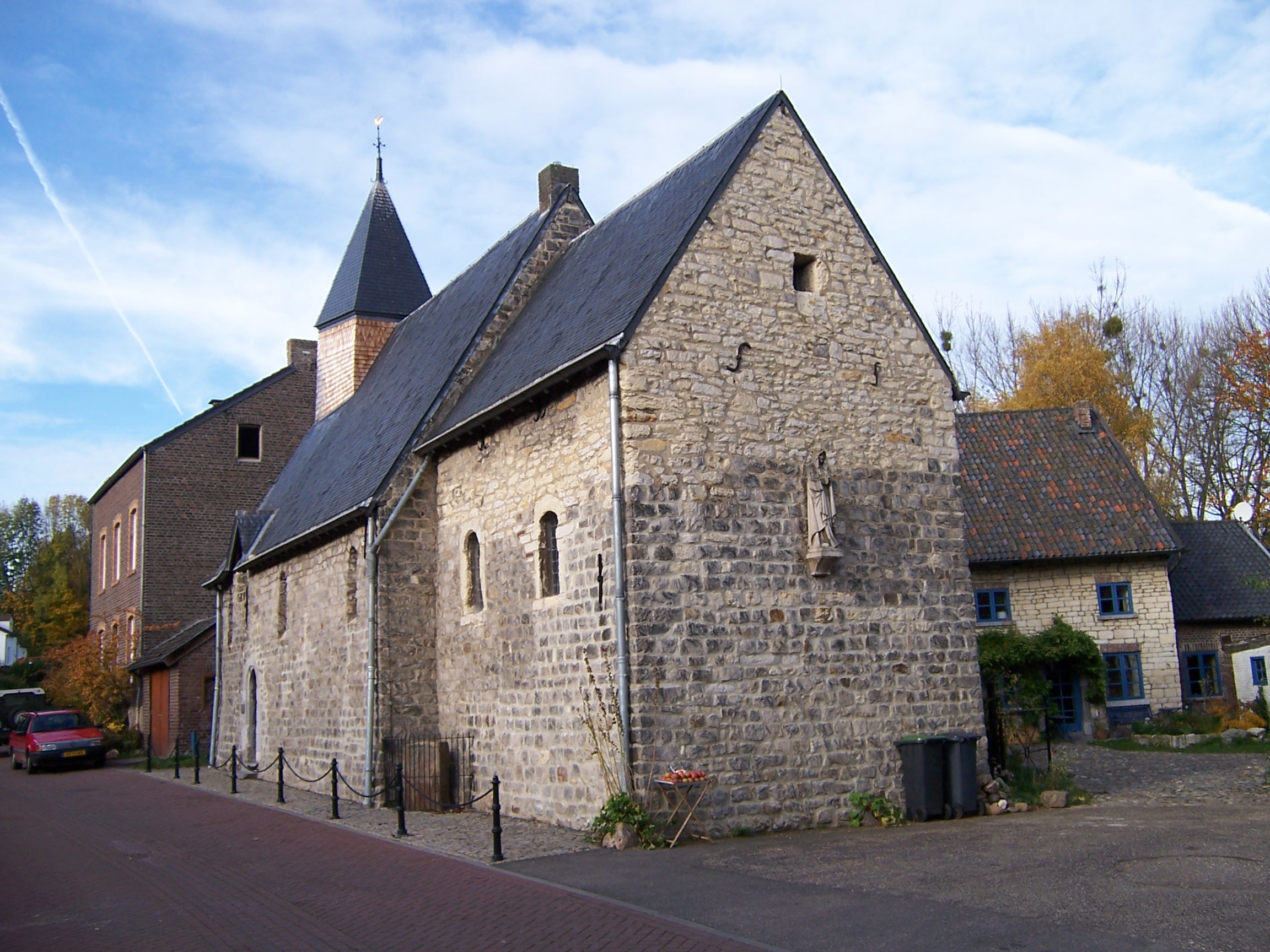
Oude kapel van Lemiers

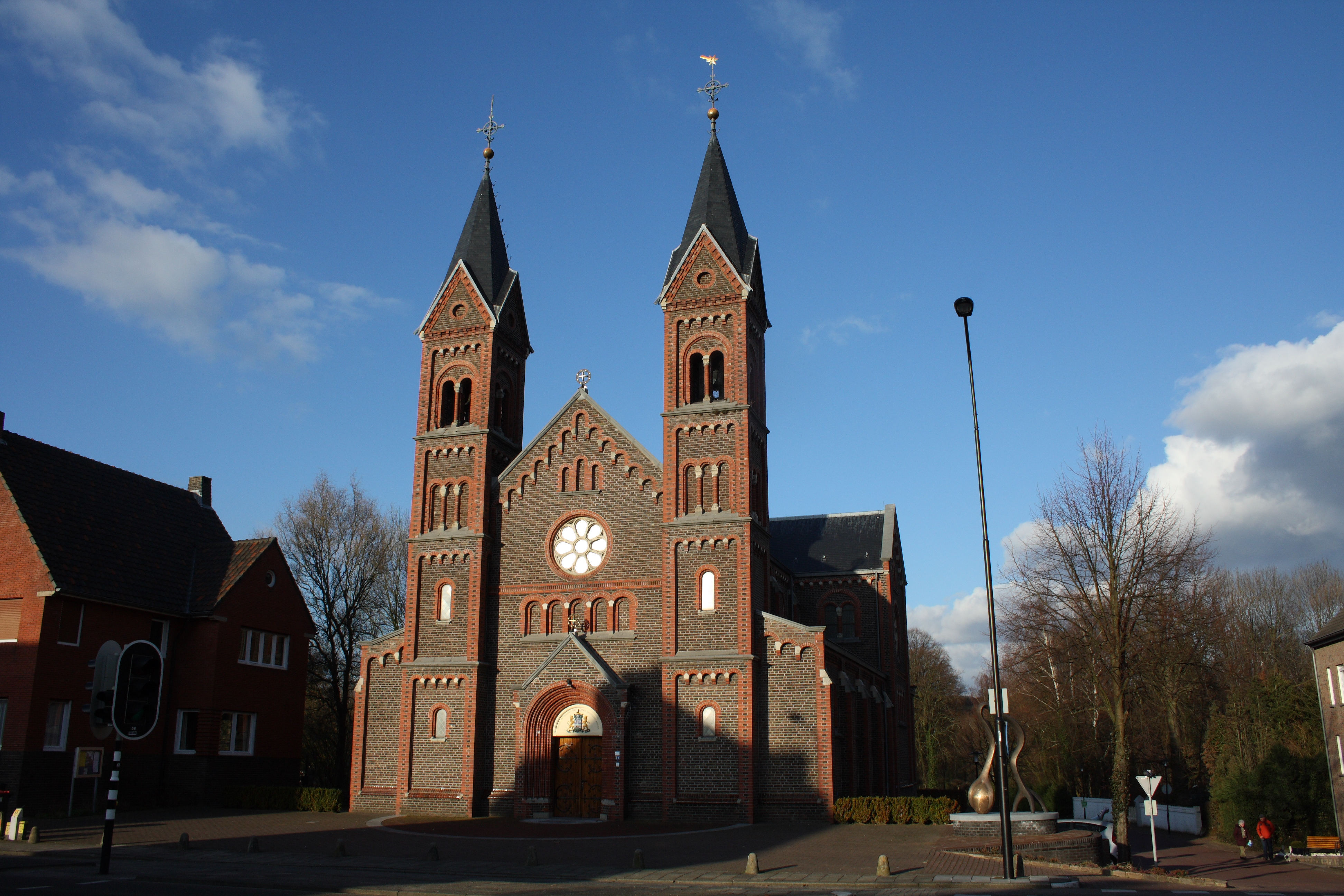
De Kerk van Lemiers

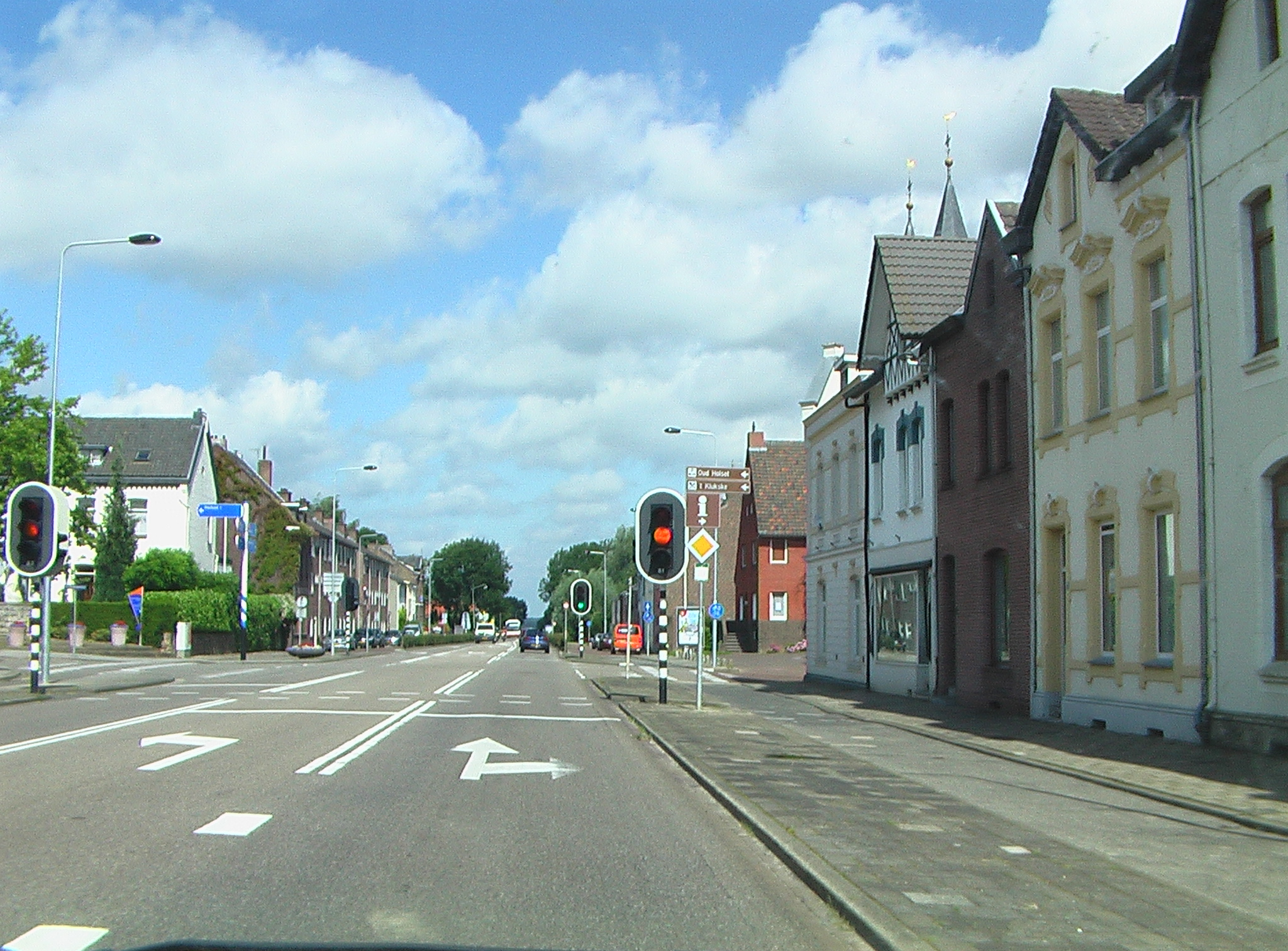
Lemiers vanaf de N278.

Lemiers (Limburgs: Lemieësj (ook wel geschreven als Lemiesch)) is een kerkdorpje, dat voor het grootste deel (Oud-Lemiers) in Nederland, gelegen is in de gemeente Vaals, in het zuiden van de Nederlandse provincie Limburg. Een klein gedeelte van Lemiers ligt op Duits grondgebied en behoort tot de stad Aken, als onderdeel van het stadsdeel Laurensberg, samen met het dorp Orsbach. De grens in Lemiers tussen Duitsland en Nederland wordt door de Selzerbeek (Senserbach) gevormd. Een bruggetje over de beek vormt de verbinding tussen de twee dorpsdelen in de twee landen. Het dorpje telt ruim 780 inwoners. Het deel van het dorp dat in Duitsland ligt is onderdeel van het Vaalser Hügelland in de Noord-Eifel.
Het dialect dat er gesproken wordt hoort tot de dialecten die men ook in Kerkrade, Vaals, Simpelveld, Bocholtz, Aken en Keulen spreekt, het is een Ripuarische variant. Zie: Vaalser dialect.

## Etymologie
De naam Lemiers kan afgeleid zijn van Limarias dat te maken heeft met het Latijnse limus, modder. Het eerste deel van de naam Lem- bestaat in de lokale Lemierser taal nog steeds in de vorm van het woord "leem". Dat aangeeft, dat er ten gevolge van regelmatige overstromingen van de Selzerbeek veel gemakkelijk winbare limburgse klei (Löss) voorkwam. Het is ook goed mogelijk dat de naam Lemiers afstamt van de oude Keltische benaming. De uitgang van de naam dus het stukje "iers" komt namelijk in de (Belgische) omgeving voor in de namen Verviers en Plombières.

## Geschiedenis en oorsprong
Bekend zijn de opgegraven Romeinse villa's (Romeinse villa Lemiers). Bij Lemiers monden drie beken in de Selzerbeek uit. Ten oosten van het dorp is dat de Zieversbeek en aan de noordzijde bij Kasteel Lemiers is dat de Hermansbeek. Verder naar het noordoosten mondt ook de Harleserbeek uit in de Selzerbeek.
Het oudste deel van Lemiers wordt tegenwoordig aangeduid als Oud-Lemiers. In de vroege middeleeuwen lag Lemiers aan de verkeersader Tongeren-Maastricht-Aken. In 936 reisde de Duitse keizer Otto I na zijn kroning langs deze weg naar Maastricht. Omstreeks 1055 schonk graaf Katelo een hof in Lemiers aan de Mariakerk in Aken.
Na de aanleg van de weg van Maastricht naar Vaals (nu de N278) verschoof de kern van het dorp in westelijke richting. Vlak bij de weg werd in 1896 een nieuwe Sint-Catharina en Luciakerk gebouwd, een gebouw in neoromaanse stijl ontworpen door architect Jan Jorna.
Tussen 1922 en 1938 was er een halte van de tramlijn Maastricht - Vaals in Lemiers. De eerstvolgende halte op de lijn in het westen was de halte Mamelis, in het oosten was dat Vaals met station Vaals als eindpunt van de tramlijn.

## Bezienswaardigheden
- Kasteel Lemiers te Oud-Lemiers
- Kasteelmolen, voormalige watermolen, onderdeel van de kasteelhoeve
- Sint-Catharinakapel te Oud-Lemiers
- Beschermd dorpsgezicht Oud-Lemiers
- Sint-Catharina en Luciakerk, de parochiekerk van Lemiers, van 1895
- Diverse huizen en een boerderij in vakwerk, 18e- en 19e-eeuws.

Zie ook
- Lijst van rijksmonumenten in Lemiers

## Natuur en landschap
Lemiers ligt in het Selzerbeekdal onderaan de voet van het Duitse deel van het Plateau van Bocholtz met ten oosten van Lemiers de Schneeberg die deel uitmaakt van dit plateau. De hoogte van Lemiers bedraagt ongeveer 160 meter. Met name langs Oud-Lemiers stroomt de Selzerbeek en er zijn verschillende zijbeken die bij Lemiers uitmonden, waaronder de Zieversbeek, de Claasvelderbeek, de Hermansbeek en de Harleserbeek.
Ook in Duitsland, ten noorden van de Selzerbeek, ligt een deel van Lemiers met onder meer de Lemierser Mühle, een watermolen op deze beek.

## De rectoren en pastoors van Lemiers
Kerkelijk hoorde Lemiers tot het bisdom Luik, het aartsdiakonaat Haspengouw, het landdekenaat Maastricht en de parochie Vijlen. Lemiers had meestal wel de beschikking over een rector. Dit waren oorspronkelijk mislezers. Zij hadden de verplichting op bepaalde dagen de mis te lezen en moesten zorg dragen voor het onderhoud van de kapel. De lijst van rectoren van Lemiers:
- 1534 Bartholomeus Brede (pastoor van Vijlen).
- 1582 Leonardus ab Hoeven
- ±1595 Alexander de Lontze
- 1604 - 1634 Melchior Colin
- 1634 - 1640 Ulricus Loen (pastoor van Vijlen)
- 1640 - 1646 Alexander Meerchem
- 1646 - 1650 Theodorus Hoen
- 1650 - 1676? Joannes Schoonbroodt (pastoor van Holset)
- 1676? - 1719 Joannes Tilman Pangh
- 1724 Henrici (Hendriks)
- 1741 Hubertus Aubinet (pastoor van Holset)
- ? - 1772 Joan Hendrik Creis
- 1772 - ? Bernard Anton Jonen (vicaris te Aken)
- 1782 - 1785 J.W. Drouven (pastoor van Oirsbach)
- 1785 - ? Joan Minarts

Van 1801 tot 1880 had Lemiers geen rector en werden de diensten in de kapel door de pastoor van Vijlen verzorgd. Op 26 november 1879 werd het rectoraat Lemiers opgericht. De eerste rector van het nieuwe rectoraat werd A.G.H. Dols.
- 1880 - 1882 A.G.H. Dols
- 1882 - 1885 J.C. Schnabel
- 1885 - 1888 J.P. Nelissen
- 1888 - 1894 H.M.J. Willems
- 1894 - 1921 J.M. Dohmen (onder deze rector werd de nieuwe kerk gebouwd)
- 1921 - 1926 W. Habbig
- 1926 - 1934 H.H. Jongen
- 1934 - 1935 J.H.M. Pamaekers
- 1935 - 1936 S.H. Schneiders

In 1936 wordt Lemiers van rectoraat verheven tot parochie en staat vanaf dan onder leiding van een pastoor.
- 1936 - 1955 J.H. Pelzer
- 1955 - 1962 L. van den Dungen
- 1962 - 1966 P.W.J. van Amstel
- 1966 - 1969 J.H. Meessen
- 1969 - 1971 J.H. Smeets
- 1971 - 1989 H.G.M. Peters
- 1989 - 1991 P.H.J. Houben
- 1991 - 1997 J.H.L.M. Haffmans
- 1997 - 1999 J.J.M. van der Ven
- 1999 - 2003  H.W.M. Reynen
- 2003 - B.H.W Heggen

## Rijksmonumenten
- Lijst van rijksmonumenten in Lemiers

## Geboren in Lemiers
- Ronald Waterreus, voetbalkeeper

## Overleden in Lemiers
- Leonard de Gou (1916-2000), burgemeester

## Nabijgelegen kernen
Mamelis, Vijlen, Holset, Vaals, Orsbach
In de omgeving van Lemiers liggen nog de buurtschappen Oud-Lemiers en Harles.

## Literatuur

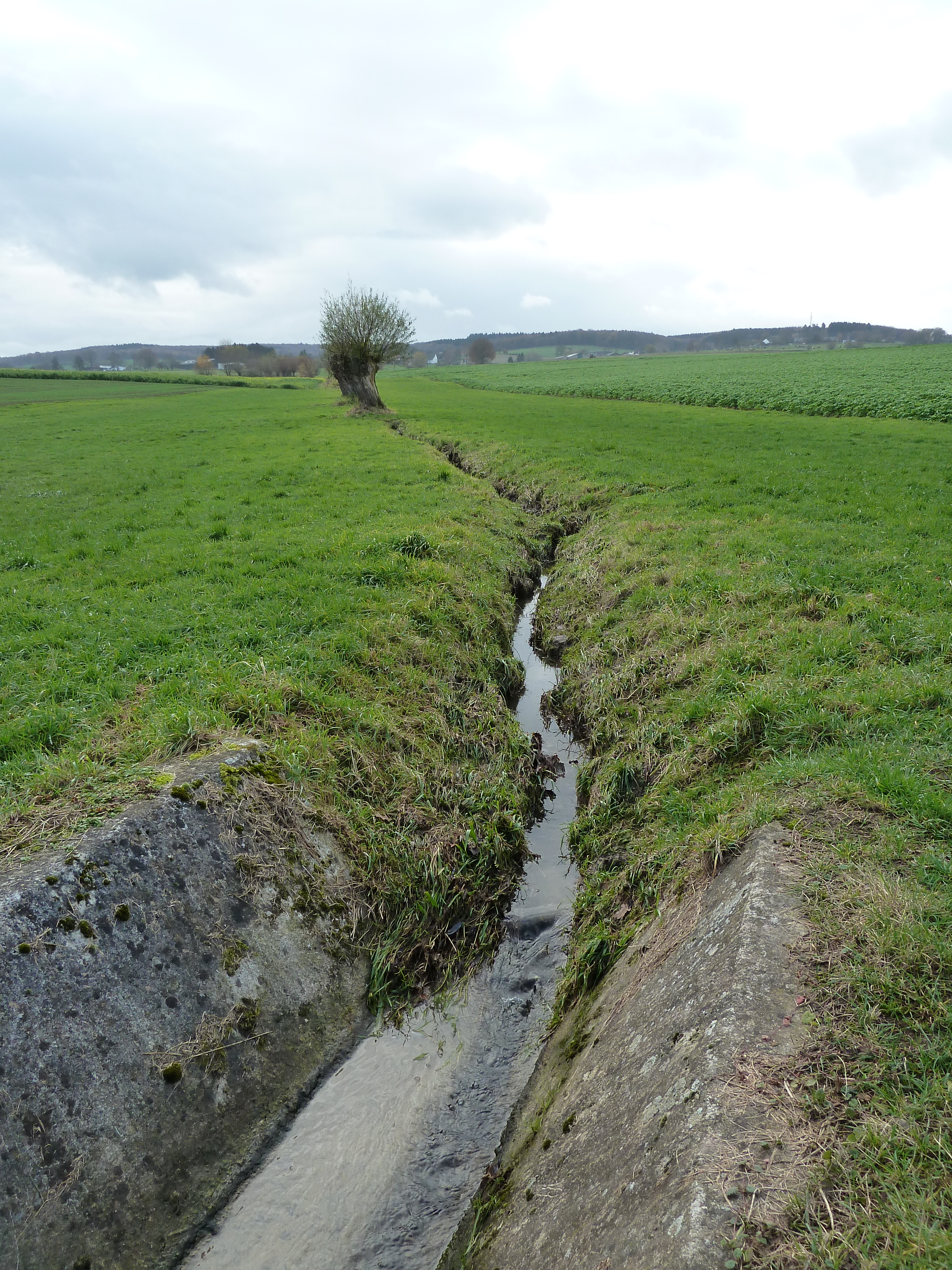
Harleserbeek bij de Oude Trichterweg
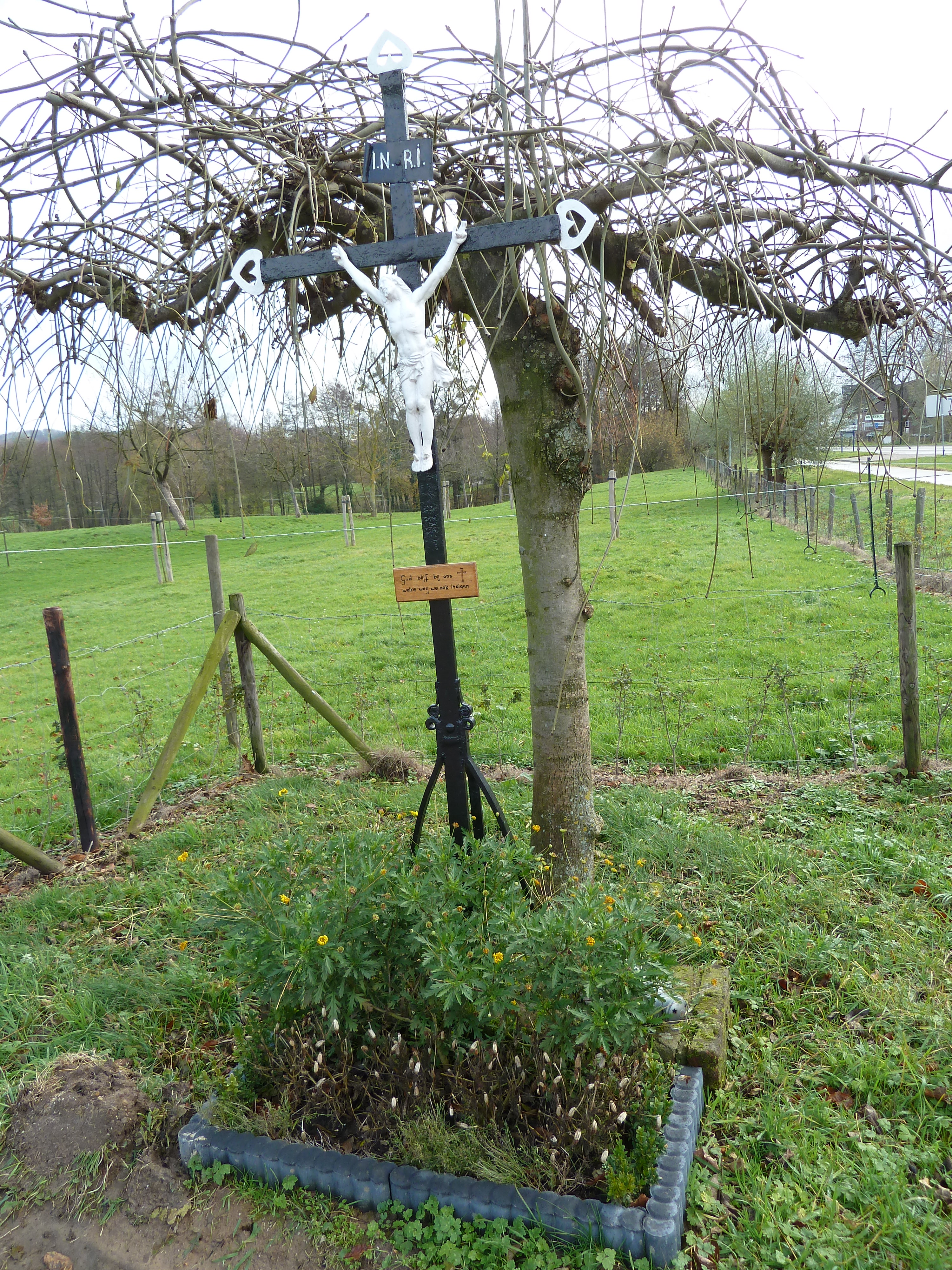
Wegkruis aan de Rijksweg